# Линовицкий, Евгений Павлович
Евгений Павлович Линовицкий (род. 6 сентября 1935) — советский военный деятель, педагог и шахматный функционер, кандидат военных наук, профессор, генерал-майор. Начальник кафедры управления повседневной деятельностью войск Военной академии имени Ф. Э. Дзержинского (1982—1987). Руководитель Московской шахматной федерации (1989—1995).

## Биография
Родился 6 сентября 1935 года в Москве.

### Военная служба
С 1952 по 1955 год обучался в Балашовском военном авиационном училище лётчиков. С 1955 по 1963 год служил на различных командных должностях в частях Военно-воздушных сил СССР на 2-м Государственном центральном научно-исследовательском испытательном полигоне Министерства обороны СССР, в том числе служил лётчиком и лётчиком-штурманом звена самолётов связи, а так же начальником штаба авиационной эскадрильи. 
С 1963 по 1968 год обучался на командном факультете Военной академии имени Ф. Э. Дзержинского. С 1968 года служил в составе Ракетных войск стратегического назначения СССР. С 1968 по 1971 год — начальник штаба — заместитель командира и с 1971 по 1974 год — командир 480-го ракетного полка в составе 35-й ракетной дивизии. В составе полка под руководством Е. П. Линовицкого состояли стратегические ракетные комплексы с жидкостной одноступенчатой баллистической ракетой средней дальности наземного базирования «Р-14У».
С 1974 по 1976 год — начальник штаба — заместитель командира 35-й ракетной дивизии. С 1976 по 1982 год — командир 42-й ракетной дивизии, в составе 31-й ракетной армии. В частях дивизии под руководством Е. П. Линовицкого состояли стратегические пусковые ракетные установки с межконтинентальной баллистической ракетой «Р-16У», подвижным грунтовым ракетным комплексом с твердотопливной двухступенчатой баллистической ракетой средней дальности «РСД-10», «Р-36М УТТХ» и «Р-36М2». В 1977 году Постановлением СМ СССР ему было присвоено воинское звание генерал-майор. С 1982 по 1987 год на научно-педагогической работе в Военной академии имени Ф. Э. Дзержинского в качестве начальника кафедры управления повседневной деятельностью войск. В 1987 году защитил диссертацию на соискание учёной степени кандидат военных наук.
С 1987 года в запасе.

### Педагогическая, спортивная и общественная деятельность
Е. П. Линовицкий являлся: в 1971 году — чемпионом Дагестанской АССР по шахматам, в 1987 году — чемпионом 7-го чемпионата Вооружённых сил СССР. В 1994 году серебряным призёром Вооружённых сил Российской Федерации а в 1995 году — серебряным призёром 11-го чемпионата Москвы.
С 1989 по 1995 год являлся руководителем Московской шахматной федерации и вице-президентом Федерации шахмат России. С 1989 по 1992 год одновременно с основной работой был назначен начальником Управления шахмат СССР, государственным тренером и исполнительным директором Шахматной федерации СССР.
С 1990 по 2010 год одновременно с общественной занимался и педагогической работой в Российском государственном университете физической культуры, спорта и туризма в должности заведующего кафедрой теории и методики шахмат. Под его руководством и при непосредственном участии было проведено свыше ста турниров, в том числе всероссийских и международных. В 2005 году Е. П. Линовицкому было присвоено учёное звание профессор по кафедре теории и методики шахмат. Им было подготовлено свыше пятидесяти научных работ.

## Награды
- Орден Трудового Красного Знамени[1]

### Спортивные звания
- Мастер спорта СССР по шахматам (1993)
- Международный арбитр[10]